# Кавказька лінія

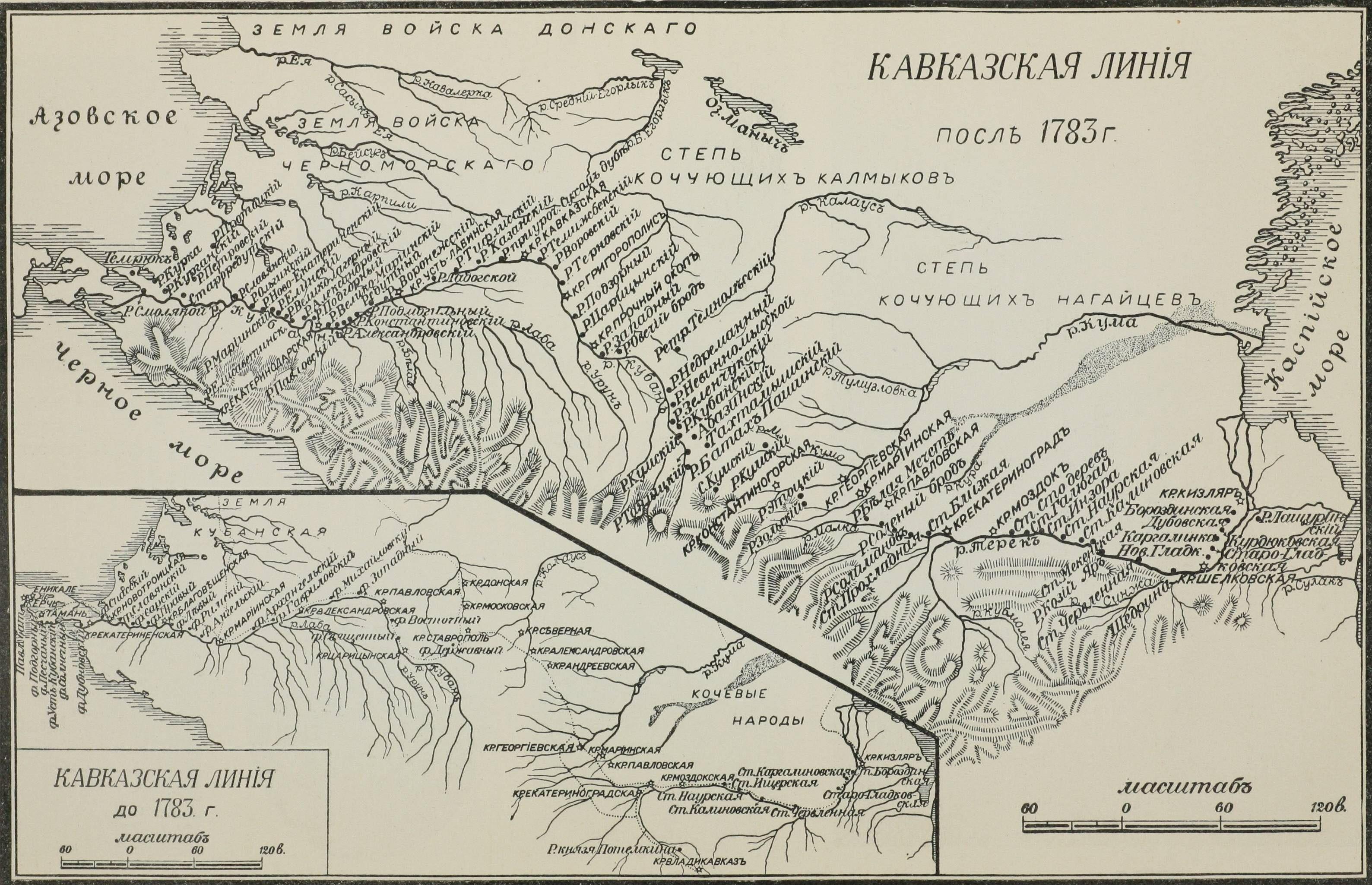
Кавказька лінія до та після 1783 року
(малюнок зі статті «Кавказька прикордонна лінія»
«Військова енциклопедія Ситіна»; 1813 рік)

Кавказька лінія, Кавказька укріплена лінія, Кавказька прикордонна лінія — система кордонних (прикордонних) укріплень російських військ по річці Кубані, Малці та Тереку, на Кавказі у XVIII—XIX століттях.
Укріплена (прикордонна) лінія зводилася для захисту російських комунікацій, населення і використовувалася при забезпеченні дій російських військ під час Кавказької війни (1817—1864). Включала Кизлярську, Моздокську, Кубано-Чорноморську та інші лінії, об'єднані воєдино 1785 року. Початкова Кавказька кордонна лінія проходила річками Кубані, Малці та Тереку, з передовими лініями по Лабі та Сунжі, прикриваючи всі окуповані росіянами частини краю північний бік Головного Кавказького і Андійського хребтів. Підставою Кавказької лінії послужили козацькі поселення, створені в XVI—XVII століттях на Тереку та Кубані.
Кавказька кордонна лінія досягла повного розвитку у військовому відношенні наприкінці 1840-х та на початку 1850-х років. Її метою було:
1. забезпечення зв'язку із Закавказзям,
2. охорона південних губерній від набігів горян,
3. утримання у покорі окупованих теренів.

Пізніше Кавказька укріплена лінія була поділена на лівий фланг, центр, правий фланг та Чорноморську кордонну лінію. Значні укріплення на Кавказькій лінії іменувалися фортецями: Грозна, Внєзапна, Владикавказька та інші. Їх доповнювали форти, редути, пікети, наглядові пости. На лінії несли службу Кавказьке та Чорноморське козацькі війська. Із закінченням Кавказької війни Кавказька лінія втратила своє значення. Скасовано 1860 року.

## Кавказька лінія наприкінціXVIII століттята на початкуXIX століття
Початок Кавказької лінії було покладено гребенськими (терськими) козаками.
Після завершення Великої Північної війни Петро I в 1722—1723 роках зробив похід на Персію.
У 1722 році в пониззі Терека Петро I заснував Фортецю Святого Хреста. Вона була заселена козаками, переведеними з Терського міста (закладеного ще 1588 року).
Після Перського походу цар призначив своїм представником на приєднаних територіях учасника походу бригадира Василя Левашова, який займався запровадженням нових форм та методів управління.

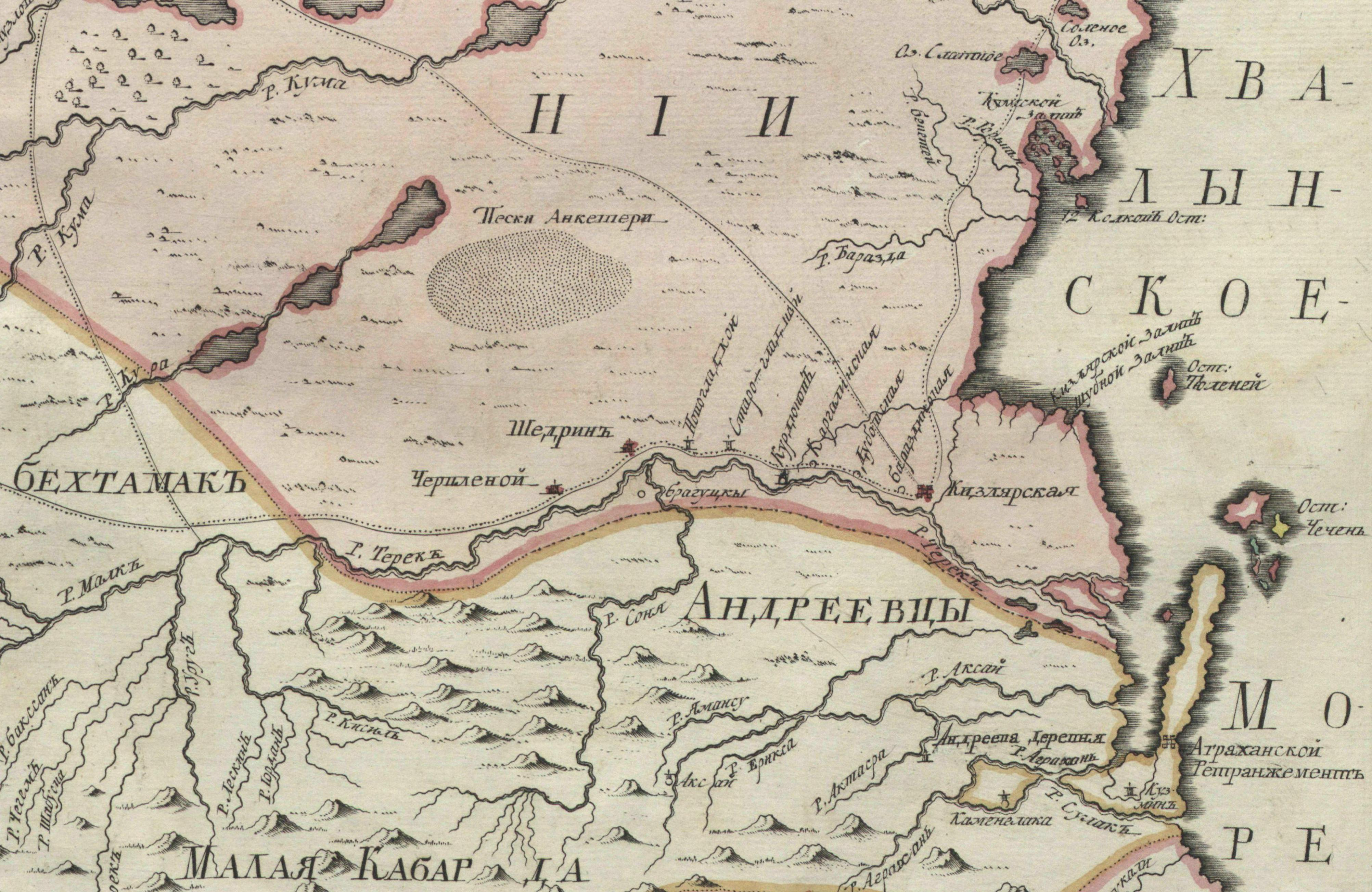
Фортеця Кизлярська в атласі Російської імперії (1745).

У 1735 році на березі річки Терек генерал-аншеф В. Левашов заснував Кизлярську фортецю. З фортеці Святого Хреста на Сулаку, зритої на вимогу Надер-шаха, сюди було переведено козаків, північнокавказців, які здавна перебували на службі Росії (чеченці-аккінці, кабардинці та інші), а також вірмени та грузини. Усі вони почали називатися Терско-Кизлярским козацьким військом. Кизляр став першою російською фортецею системи прикордонних Кавказьких укріплених ліній.
У 1759 власник Малої Кабарди Кургока Кончокін прийняв хрещення (нове ім'я — Андрій Іванов (Кончокін)) і переселився з підданими, що хрестилися в урочищі Мездогу. З-поміж переселенців, головним чином хрещених осетин і кабардинців, було створено гірську Моздокську козацьку команду, яка налічувала трохи більше 100 осіб.
У 1763 році на березі Терека на захід від Кізлярської фортеці була заснована фортеця Моздок. На основі цих фортець пізніше з'явилися Кизлярська та Моздокська лінії.
Після Російсько-турецької війни 1768—1774 років за умовами Кючук-Кайнарджійського миру Російська імперія на Північному Кавказі отримала Велику та Малу Кабарду.

### Кубанська прикордонна лінія
У 1777 році, за указом імператриці Катерини II, на Північному Кавказі почалося будівництво лінії форпостів — Стара Лінія.
14 листопада 1777 командувачем Кубанським корпусом був призначений генерал-поручик Олександр Суворов. 16 січня 1778 року він прибув до Копила і, оглянувши місцевість, наказав випалити очерет і поставити наглядові пости по Кубані. Потім, відвідавши Темрюк та Тамань, командувач дійшов висновку, що найкращим засобом ізолювання ногайців від турків та попередження їх спільних дій з адигськими князями є лінія з фортифікаційних укріплень. Незабаром на Тамані почалося будівництво приморських фельдшанців Підгірного та Піщаного, біля некрасівських містечок (в гирлі урочища Суяк) — фельдшанця Духового, посилення оборонних споруд решти всіх укріплень, у тому числі й фортець Таманської та Катерининської. У Темрюку на місці ретраншементу Брінка почалося будівництво нової фортеці. Хоча Суворов і відзначив добротність оборонних споруд Новотроїцької фортеці, але полковнику Гамбому все ж таки довелося почати посилення фортеці новими фортифікаційними елементами: незабаром він повинен був виділити частину свого гарнізону на комплектацію гарнізонів новоприбудованих прикубанських фельдшанців Слов'янського, Сарського.
До березня 1778 року по річці Кубань (на її правому березі від гирла до річки Лаба і далі до Ставрополя) було збудовано шість укріплень з 10 запланованих, у тому числі Благовіщенська фортеця (нині хутір Трудобеліковський) поблизу зруйнованої турецької фортеці Ескі-Копил.
Ці укріплення річкою Кубань утворили Кубанську прикордонну лінію протяжністю 550 км. На ній стояли Білозерський піхотний полк із восьми рот, Слов'янський та Острогозький гусарські полки, зведений батальйон гренадер та два полки козаків. Центром лінії стала Мар'їнська фортеця.
Восени 1782 року командування російською армією на Північному Кавказі прийняв генерал-поручик Павло Потьомкін, змінивши Федора Фабриціана, який помер у вересні. У 1782 році старшини Алагірського, Тагаурського і Туальського спільнот звернулися до російської адміністрації з проханням про будівництво на передгірній рівнині фортеці та надання їм права на поселення в ній. Восени 1783 року командувач Кавказької лінії Павло Потьомкін отримав від уряду вказівку про будівництво на Центральному Кавказі російської фортеці.
У 1783 році Павло Потьомкін спорудив фортецю на лівому березі Терека біля Ельхотова, назвавши її на честь свого дядька Г. А. Потьомкіна-Таврійського «Потьомкінської». Однак незабаром з низки вагомих причин було вирішено побудувати ближче до гор, напередодні Дар'яльської ущелини нову фортецю. У 1784 році була заснована фортеця Владикавказ. Про це 25 квітня того ж року командувач Кавказької лінії повідомляв генерал-фельдмаршалу князю Г. Потьомкіну: «…При вході гір наказав я заснувати фортецю на призначеному за оглядом моїм місці під ім'ям Владикавказ». Також у 1784 році були споруджені укріплення по Військово-Грузинській дорозі. До 1785 всі укріплення склали єдину Кавказьку укріплену лінію.

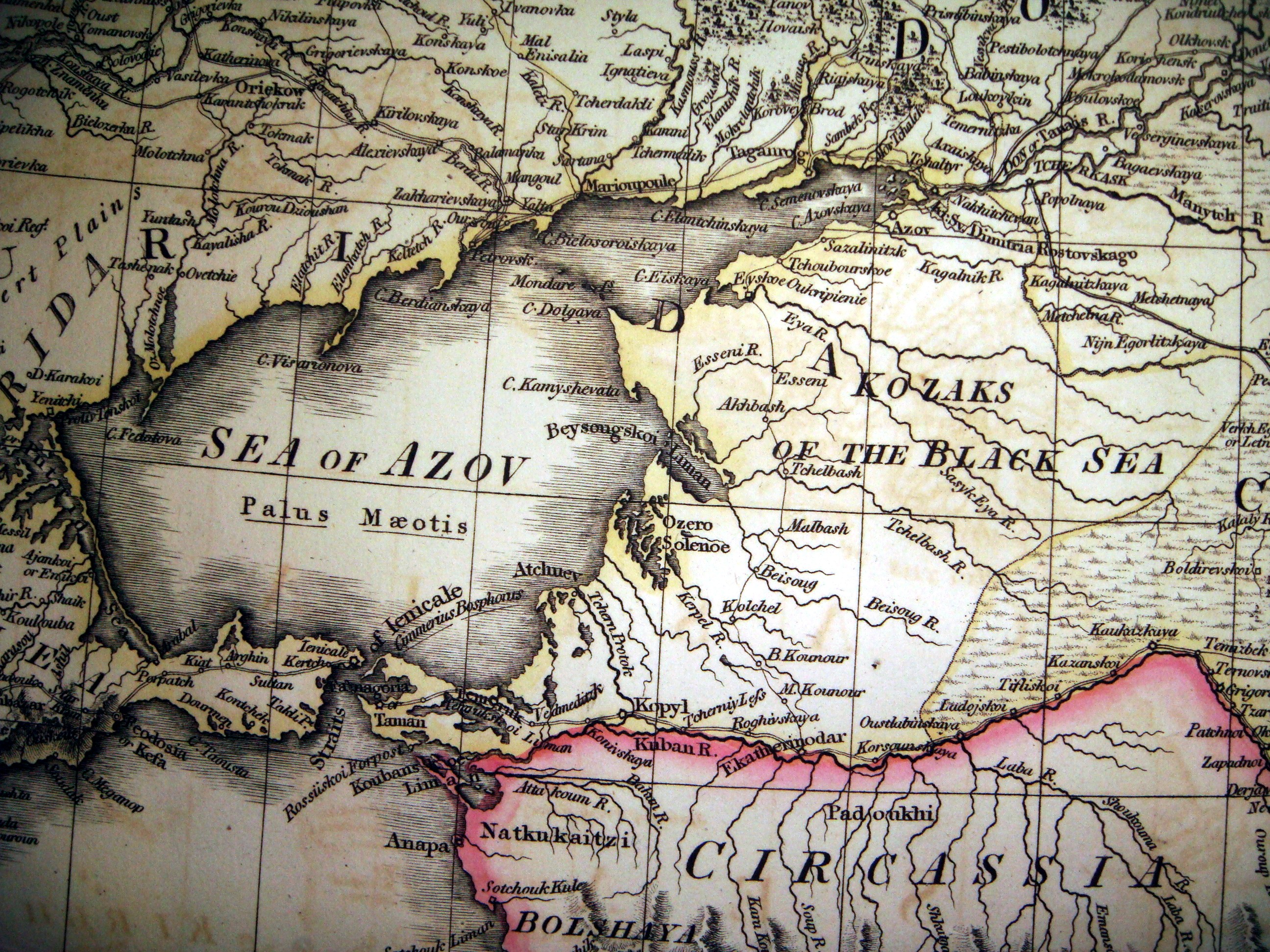
Фрагмент англійської карти 1808 року із землями Чорноморських козаків.

У 1793 році було покладено початок Чорноморської кордонної лінії. У жовтні 1793 року військовий отаман запорожців Чепіга, відразу ж після переселення останніх на Кубань, зайняв по її правому березі, за вказівкою генерал-аншефа Гудовича, зручніші для спостереження за ворогом місця укріпленнями, починаючи від Воронезького редута до Бугаза. За його наказом полковник Кузьма Білий розставив перші 10 постів чи кордонів, що утворили першу частину кордонної лінії.

## Командувачі
- Карл Кноррінг
- Олександр Обресков

## Кавказька лінія наприкінці 1840-х та на початку 1850-х років

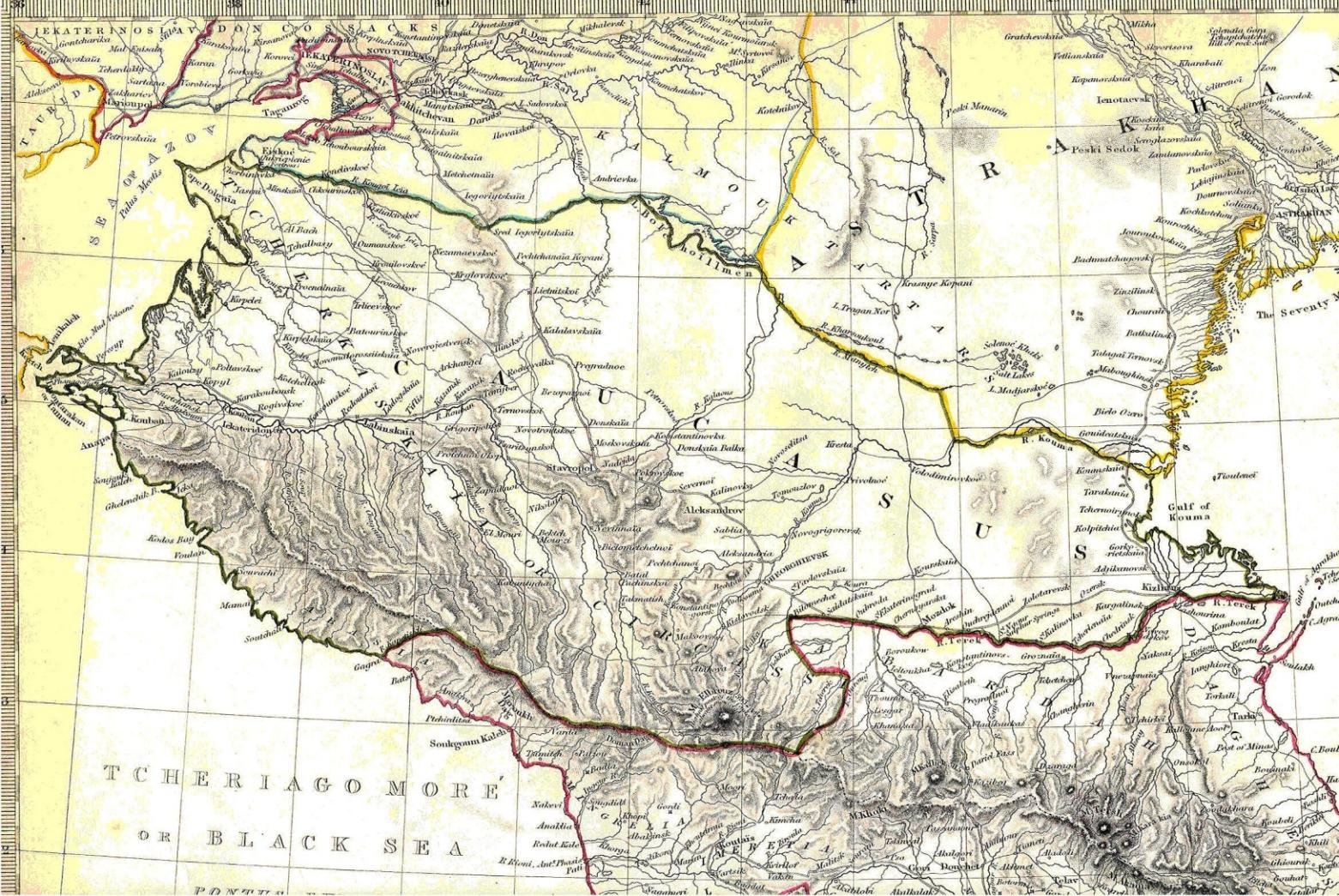
Кавказька лінія на карті Північного Кавказу (1835).

Кавказька лінія була підпорядкована особливому начальнику і поділялася на такі частини: Чорноморська кордонна лінія, правий фланг, центр, лівий фланг і Владикавказький військовий округ.
- Чорноморська кордонна лінія сягала верст на 180 по Кубані, вгору від її усть.
- Правий фланг укладав Кубанську та Лабинську лінії.
- Центр, від Кам'яного мосту на річці Зеленчук до мосту Секретного, поблизу Моздока, ділився на лінії Кисловодську, внутрішню та передову Кабардинські та частину Військово-Грузинської дороги; він укладав у собі поселення волзьких і горських козаків, Велику та Малу Кабарду, Карачай та горські племена за Чорними горами до Владикавказького округу.
- Лівий фланг укладав у собі лінії Терську та Нижньо-Сунженську, Кумицьку площину, з її передовою лінією, та Чечню, з передовою Чеченською лінією. Останні три ділянки наприкінці 1850-х років. перетворені на праве та ліве крило.
- Владикавказький військовий округ — передова частина центру Кавказької лінії — простягався від нього на південь до півночі снігового хребта; у віданні начальника цього округу полягала і частина Військово-Грузинської дороги.

Начальник кожної частини був безпосередньо підпорядкований командувачу військ на Кавказькій лінії і завідував, з військових дій, регулярними військами, козацьким і тубільним населенням, а проти ворожих племен вживав ті заходи, які, за обставинами, визнавалися необхідними. По внутрішньому управлінню, війська та козаки полягали у віданні своїх безпосередніх начальників та наказного отамана. Кошти для відображення хижацьких партій і великих скупчень полягали: а) у місцевому, збройному козацькому населенні; б) у зміцненнях, укріплених станицях, постах та пікетах; в) у сприянні регулярних та донських козацьких військ.
Сам кордон Кавказької лінії неоднаково на всьому протязі був під загрозою набігів, а тому і заходи охорони були різні. Тільки на головній лінії станиці були приведені в оборонний стан, а на нових ділянках, що висуваються попереду, оселялися при укріпленнях. Проміжки зайняті були кордоном з постів та пікетів; останні на ніч замінювалися так званими секретами. Пости мали деяку оборону і складалися із землянки, сараю, спостережної вежі та якоїсь огорожі з ровом. Про прорив хижацьких партій давали знати сигналами та посиланими на сусідні посади навмисними.

## Начальники Кавказької лінії
- Олексій Вельямінов
- Семен Портнягін
- Іван Дельпоццо
- Георгій Еммануель
- Сергій Булгаков
- Олександр Тормасов — призначений 5/17.03.1809[9]
- Петро Мусін-Пушкін